# Vukšić Donji
Vukšić Donji (alternativ Vukušić Donji) ist eine Ortschaft im Brčko-Distrikt. Die Ortschaft ist in 5 Bereiche unterteilt: Budžaci, Tinjaši, Sveti Centar, Barnjaši & Drenava.
Durch die Ortschaft fließen die Flüsse Tinja und Lomnica.

## Geschichte
Die heute bekannten Ortschaften namens Vukšić Donji & Vukšić Gornji, bildeten bis zum Jahr 1910 die Ortschaft Vukšić. Nach dem Jahr 1910 wurde die Ortschaft Vukšić, unter Vukšić Donji & Vukšić Gornji aufgegliedert.
Sogleich haben die Ortschaften Vukšić Donji & Vukšić Gornji, in den jeweiligen Mittelpunkten ihrer Ortschaften eine Kapelle errichtet.

## Einwohner
Folgende Familien bilden heute die Gemeinde der Ortschaft Vukšić Donji: Đurđević, Tadić, Grgić, Krnjić, Franjić, Viljušić, Nikolić, Ćekić, Bradarić, Jozić, Ugljarević, Knežević, Starčević & Ugljar.

## Enthnizität
|                | 2013           | 1991          | 1981          | 1971          | 1961          |
| Personen       | 352 (100,00 %) | 644 (100,0 %) | 725 (100,0 %) | 776 (100,0 %) | 720 (100,0 %) |
| Kroaten/-innen | 350 (99,43 %)  | 633 (98,29 %) | 711 (98,07 %) | 767 (98,84 %) | 613 (85,14 %) |